# Солов'ївка (Олександрійський район)
Солов'ї́вка — село в Україні, в Олександрійському районі Кіровоградської області. Населення становить 54 особи.

## Населення
Згідно з переписом УРСР 1989 року чисельність наявного населення села становила 148 осіб, з яких 65 чоловіків та 83 жінки.
За переписом населення України 2001 року в селі мешкали 102 особи.

### Мова
Розподіл населення за рідною мовою за даними перепису 2001 року:
| Мова       | Відсоток |
| ---------- | -------- |
| українська | 99,02 %  |
| російська  | 0,98 %   |